# Joseph Thomas y Bigas
Joseph Thomas y Bigas (Barcelona, 1852-Berna, 1910) fue un fotograbador e impresor español.

## Biografía
José o Joseph Thomas y Bigas era hijo de Eudald Tomàs, maestro de obras nació en Barcelona el 22 de febrero de 1852. Cursó estudios de arquitectura y, casado con Mercè Corrons, tuvo dos hijos en 1876, Eudald y Josep, los cuales también participaron en el negocio familiar.

### Sociedad Heliográfica Española
En 1875 fundó con Joan Serra y Pausas, Heribert Mariezcurrena y Miguel Joarizti la Sociedad Heliográfica Española, empresa que introdujo en España la técnica de la heliografía, más tarde conocida como fototipia, para la impresión de imágenes en libros y revistas.
En 1877, Thomas y Meriezcurrena viajaron a París, donde estudiaron la técnica del fotograbado en el taller Gillot. De esta época destaca la publicación de la obra Album Pintoresc Monumental, encargada por la Associació Catalanista d'Excursions Científiques. La empresa se disolvió en 1879, pero Joaritzi y Mariezcurrena continuaron la actividad en el local de esta, situado en el 259 de la calle Consejo de Ciento.

### Casa Thomàs
Josep Thomas abrió un nuevo establicimiento en 1880 en la Gran Vía de Barcelona. Con su propio negocio, continuó con la investigación de nuevas técnicas y fue uno de los primeros en aplicar la autotipia, patentada por Georg Meisenbach. En 1895, se iniciaron las obras para la construcción de unas nuevas instalaciones en el calle Mallorca con proyecto del arquitecto Lluís Domènech i Montaner. En 1898 finalizaron las obras del edificio de estilo modernista de la Casa Thomàs, una de las imprentas más grandes de Europa de aquella época.
La Casa Thomàs destacó por su producción, a partir de 1901, de postales ilustradas con reproducciones de obras de arte o con fotografías de paisajes y poblaciones de toda España. También son reseñables sus impresiones de libros para el mercado nacional e internacional, en especial de arte, como la serie de monografías El Arte en España. Esto fue posible gracias al conocimiento de diversas técnicas de impresión, como la colografía, la litografía, cromotipia o la fototipia y el grabado en color (tricromía). Este dominio de la técnica se reflejó en la gran calidad de los carteles, cromos o revistas producidas por la imprenta. Entre los títulos más destacados de la Fototípia Thomas se encuentran la revista gráfica La Ilustració Catalana, donde se publicaron sus primeros fotograbados directos, Pèl & Ploma, su predecesora la revista mensual Forma, «publicación ilustrada de arte español antiguo y moderno y de obras extranjeras existentes en España», o Museum, entre otras.
Fue también la principal distribuidora en España del papel Ton, nombrado así por la propia Casa Thomàs.
Falleció el 8 de octubre de 1910 en Berna.
La imprenta estuvo en funcionamiento durante más de cincuenta años, bajo diferentes nombres. Fue dirigida por los herederos de Josep Thomas después de la muerte de este, hasta finales de la década de 1940, aproximadamente, bajo el nombre Hijos de J. Thomas. El edificio, después de diversas restauraciones, fue ocupado en 2011 por una empresa de mobiliario.
Parte del fondo fotográfico de la Casa Thomàs, también conocida como Fototípia Tomas, se conserva en el Archivo Histórico Fotográfico del Instituto de Estudios Fotográficos de Cataluña desde 1975. Está formado por unas 22 000 imágenes de paisajes y arquitectura tomadas por diversos fotógrafos anónimos que trabajaban por encargo. Estos fondos también incluyen reproducciones de obras de arte.